# Prosphaerosyllis brevicirra
Prosphaerosyllis brevicirra är en ringmaskart som först beskrevs av Hartmann-Schröder 1960.  Prosphaerosyllis brevicirra ingår i släktet Prosphaerosyllis och familjen Syllidae. Inga underarter finns listade i Catalogue of Life.